# Avahi peyrierasi
Avahi peyrierasi är en primat i släktet ullmakier som förekommer på östra Madagaskar.
Arten når en kroppslängd (huvud och bål) av 26,1 till 31,7 cm, en svanslängd av 28,5 till 34,4 cm och en vikt av 900 till 1200 g. På ovansidan förekommer gråbrun päls och undersidan är täckt av ljusgrå till vit päls. Även lårens utsida är gråbrun medan insidan är vit. På andra delar av extremiteterna kan det finnas vita strimmor. Den långa svansen har en rödbrun färg. Ibland finns en vit linje som begränsar ansiktet. Avahi peyrierasi har vita kinder och ett vitt skägg.
Denna primat lever i avrinningsområdet av floderna Mangoro och Nesivolo. I regionen finns slättland och bergstrakter som är täckta av fuktig skog.
Individerna är aktiva på natten och klättrar främst i växtligheten. De äter huvudsakligen blad som kompletteras med blommor och frukter. Arten faller ofta offer för Madagaskarduvhök och andra rovfåglar.
Avahi peyrierasi jagas ibland av människor men köttets smak beskrivs som sträv. Primaten hotas även av skogsavverkningar. IUCN befarar att beståndet minskar med 30 procent under de kommande 30 åren (räknad från 2014) och listar arten som sårbar (VU).